# St. Fridolin (Ustersbach)

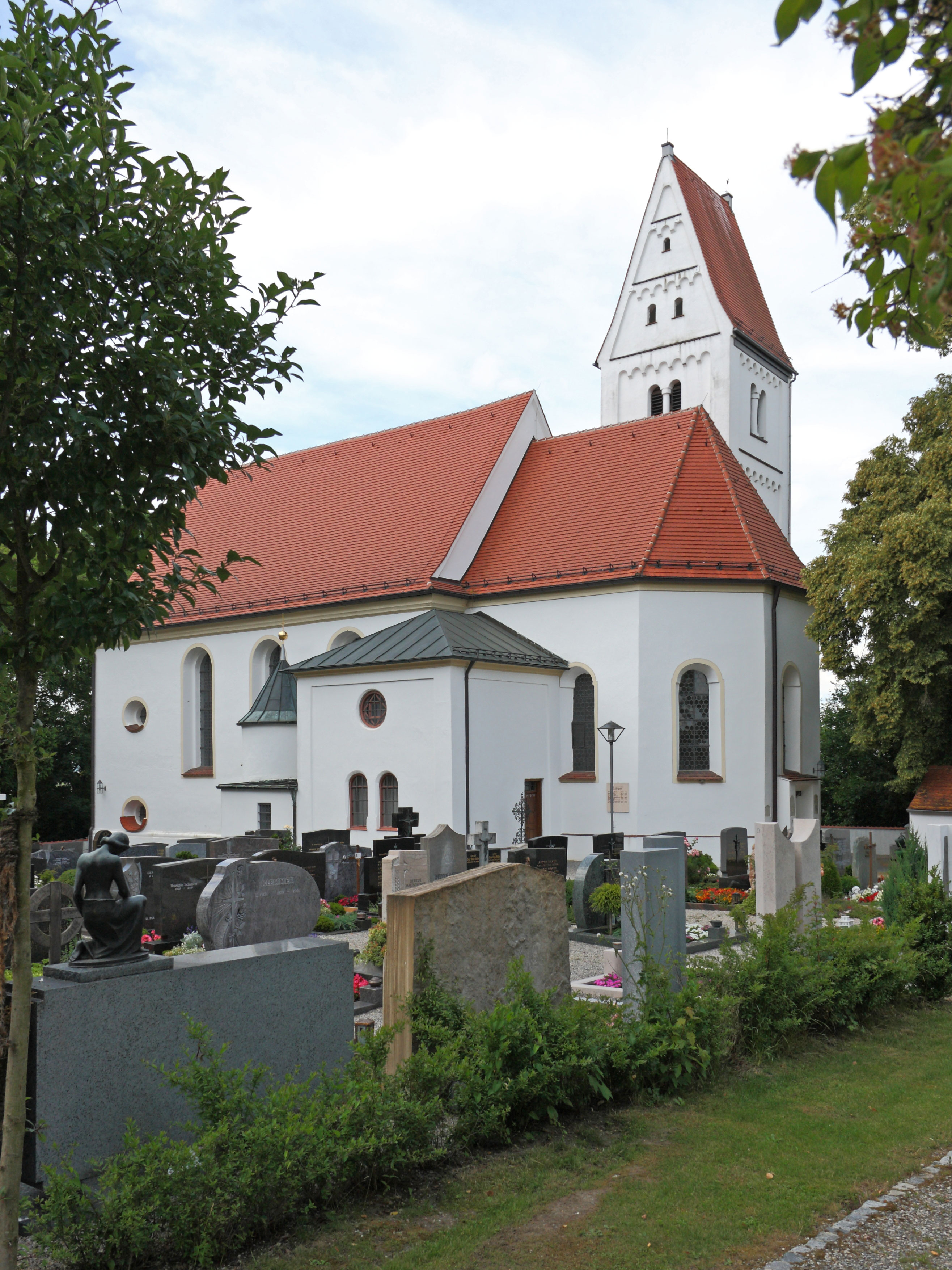
Ansicht der Pfarrkirche St. Fridolin in Ustersbach (2018)

Die römisch-katholische Pfarrkirche St. Fridolin steht in Ustersbach, einer Gemeinde im schwäbischen Landkreis Augsburg von Bayern. Das Gotteshaus entstand 1726 im Stil des Barocks auf den Grundmauern eines mittelalterlichen Vorgängerbaus und ist als Baudenkmal unter der Nr. D-7-72-211-4 gelistet. Die Pfarrei gehört zum Dekanat Augsburg-Land des Bistums Augsburg. Kirchenpatron ist der heilige Fridolin.

## Geschichte
Der Unterbau des Kirchturms stammt vermutlich aus dem Mittelalter. Im frühen 16. Jahrhundert wurden die oberen Turmgeschosse ergänzt und die Chormauer neu errichtet.
Im Jahr 1726 erfolgte der Neubau des Langhauses mit Gewölbe durch den Kirchenbaumeister Joseph Meitinger. Der Stuck stammt von Andreas Hainz. Die Deckenbilder, die heute nicht mehr erhalten sind, schuf Joseph Gribl aus Mickhausen. Weihbischof Johann Jakob von Mayr nahm nach Abschluss der Arbeiten die Kirchenweihe vor. 1732 wurde die Bruderschaft „Todesangst Christi zur Erlangung einer glücklichen Sterbstunde“ gegründet.
Eine Restaurierung der Kirche fand 1871 statt, bei der unter anderem der Hochaltar und die Sakristei erneuert wurden. In den Jahren 1905/06 ergänzte Oswald Völkel die Ausstattung durch neue Fresken.

## Architektur
Die Saalkirche befindet sich auf einer Anhöhe im Ortskern und besteht aus einem Langhaus, einem polygonalem, eingezogenem Chor im Osten und einem Chorflankenturm mit quadratischem Grundriss an dessen Nordwand. Auf der Südseite ist die Sakristei angebaut und im Westen befindet sich ein kleiner Kirchenvorraum mit zwei Eingangstüren als Zutritt zum Kirchensaal. Das Langhaus, der Chor und der Turm besitzen ein steiles Satteldach, das mit roten Biberschwanzziegeln eingedeckt ist. Das obere Geschoss des Turmes beherbergt hinter den als Biforien gestalteten Klangarkaden den Glockenstuhl.
Der Innenraum des Langhauses ist mit einem Stichkappengewölbe überspannt. Hochaufragende Bogenfenster lassen das Tageslicht einfallen.

## Ausstattung
Bemerkenswertestes Ausstattungsstück ist der Hochaltar mit Kreuzigungsgruppe. Letztere stammt aus der Zeit um 1720/1730. Darüber hinaus ist das Kircheninnere durch Stuck und Fresken reich verziert.

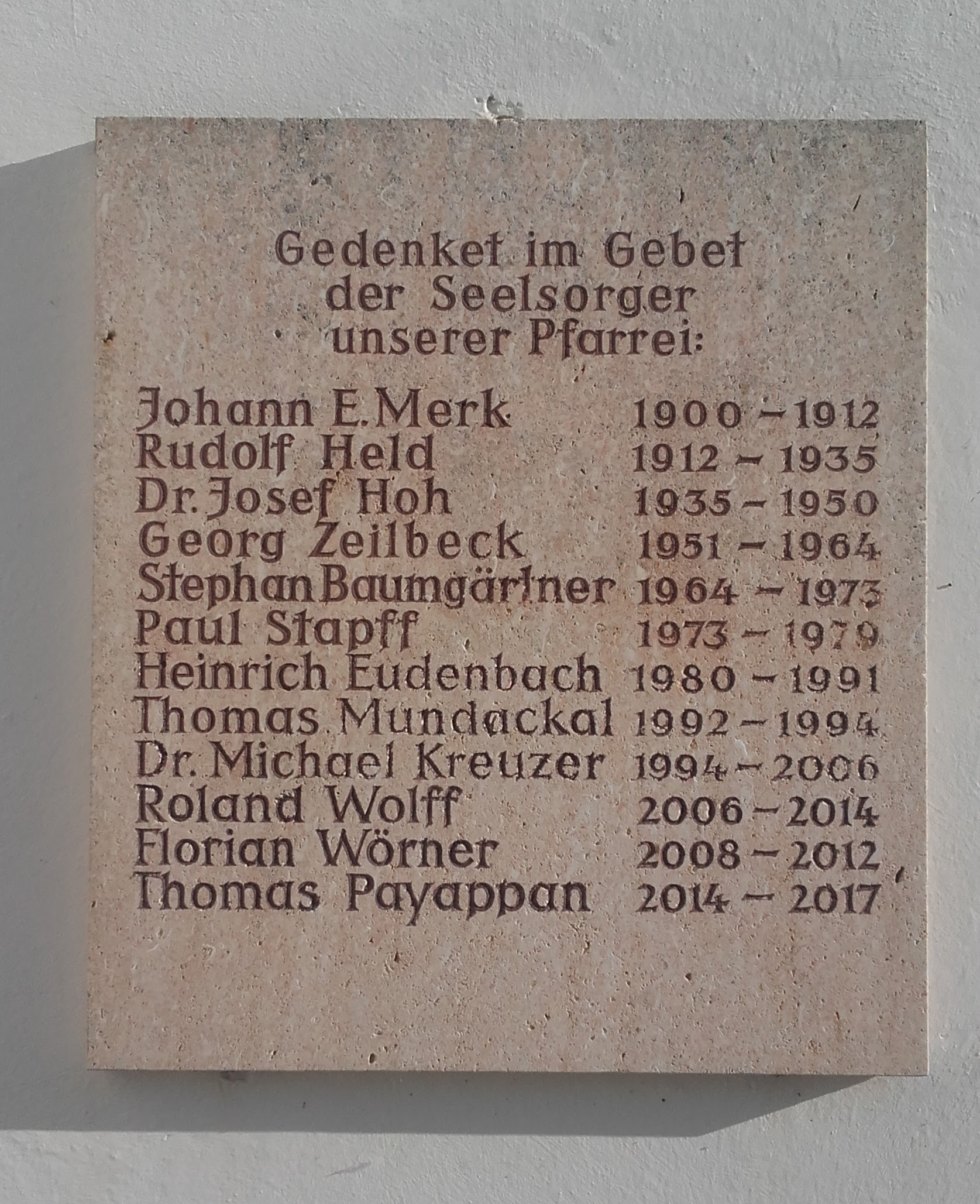
Gedenktafel an die ehemaligen, seit 1900 eingesetzten Pfarrer (2025)

## Gemeindeleben
Alle bisherigen Pfarrer der Gemeinde mit ihren Amtszeiten seit dem Beginn des 20. Jahrhunderts sind auf dem nebenstehenden Bild enthalten.
Zusammen mit fünf weiteren Ortskirchen bildet St. Fridolin die Pfarreiengemeinschaft Dietkirch, die ihren Verwaltungssitz in Gessertshausen hat. Pfarrer der Gemeinde ist in den 2020er Jahren Ralf Putz.
Zur Kirchengemeinde gehört eine fünf-gruppige Kindertagesstätte mit Hort in Ustersbach.

## Umgebung
Um das Kirchengebäude herum erstreckt sich der Kirchfriedhof. Südlich der Kirche befindet sich ein Kriegerdenkmal in Form eines kleinen halboffenen Rundpavillons mit einer Pietà im Zentrum und den Namen der im Ersten und Zweiten Weltkrieg Verstorbenen aus Ustersbach an den Wänden.
Im Nordostbereich, in der Nachbarschaft des Gotteshauses an der Theodor-Haecker-Straße, befindet sich der Pfarrhof, bebaut mit einem zweigeschossigen Pultdachhaus.